# Raising Hell (Iron Maiden)
Raising Hell è il video di un concerto degli Iron Maiden registrato il 28 agosto 1993 agli Pinewood Studios di Londra e trasmesso in Nord America tramite pay per view. Fu successivamente comprato dalla BBC, per trasmetterlo nel Regno Unito in una versione editata. Il video, originariamente in VHS, è distribuito dalla BMG Special Products negli Stati Uniti in DVD.
Il concerto riprende l'ultima apparizione di Bruce Dickinson con la band (prima della riunione del 1999). Il video mostra le esibizioni della band alternate alle esibizioni dell'illusionista Simon Drake, che esegue alcuni macabri giochi di prestigio tra un brano e l'altro (arrivando a segare le mani di Dave Murray per poi utilizzarle sull'assolo di From here to eternity).
Il concerto termina con Drake che fa rapire Bruce Dickinson e lo infila dentro una vergine di ferro (traduzione italiana di Iron Maiden) per poi decapitarlo; in quel momento arriva Eddie che, a sua volta, fa tramortire Drake e lo infilza su uno spuntone collocato al centro del palco, sul quale infilerà la testa mozzata di Dickinson.

## Tracce
1. Be Quick or Be Dead
2. The Trooper
3. The Evil That Men Do
4. The Clairvoyant
5. Hallowed By The Name
6. Wrathchild
7. Transylvania
8. From Here To Eternity
9. Fear Of The Dark
10. The Number of the Beast
11. Bring You Daughter...To The Slaughter
12. Two Minutes To Midnight
13. Afraid To shoot Strangers
14. Heaven Can Wait
15. Sanctuary
16. Run to the Hills
17. Iron Maiden

## Formazione
- Bruce Dickinson - voce
- Dave Murray - chitarra
- Janick Gers - chitarra, cori in From here to Eternity
- Steve Harris - basso, cori
- Nicko McBrain - batteria